# Allan Napier MacNab
Allan Napier MacNab (ur. 19 lutego 1798 w Newark (obecnie Niagara-on-the-Lake), zm. 8 sierpnia 1862 w Hamilton) – kanadyjski polityk i oficer, premier rządu Prowincji Kanady.

## Życiorys
Urodził się 19 lutego 1798 w Newark (współcześnie Niagara-on-the-Lake). Pochodził z lojalistycznej rodziny posiadającej bogate tradycje militarne. Wkrótce po urodzeniu Allana rodzina MacNab przeniosła się do miasta York (współcześnie Toronto), gdzie ojciec znalazł zatrudnienie jako urzędnik w biurze sekretarza prowincji Williama Jarvisa. W szkole młody Allan Napier nie wykazał większych zdolności i był dość słabym uczniem. Zainteresowany był raczej innymi zajęciami. I tak już w wieku lat piętnastu, zaciągnął się do kolonialnej milicji, gdzie pod komendą swego własnego ojca wziął udział w wojnie 1812. Po kilku miesiącach służby pieszej wstąpił do marynarki i wziął udział w działaniach zbrojnych na Wielkich Jeziorach. W końcowej fazie wojny znów walczył w oddziałach lądowych. Uczestniczył w ważnej i w istocie rozstrzygającej bitwie pod Plattsburghiem. Bitwa ta zakończona amerykańskim zwycięstwem ujawniła słabość dowódcy wojsk brytyjskich George Prévosta. Podobno po przegranej bitwie Allan Napier zdobył się na teatralny gest, złamał swoją szablę i publicznie ogłosił, że już nigdy nie będzie walczył pod dowództwem człowieka pokroju Prevosta. Ta legenda ujawnia cechy charakteru MacNaba, które miały się stać dominujące w jego przyszłej aktywności politycznej. Były to brak powściągliwości, wielkie poczucie godności oraz zapędy arystokratyczne (MacNabowie nigdy arystokratami nie byli).
Przekonania polityczne MacNaba były skrajnie konserwatywne. To ułatwiło mu karierę urzędniczą mimo istotnych braków w edukacji. Przy pomocy wpływowych przyjaciół uzyskał posadę urzędnika w biurze prokuratora generalnego Górnej Kanady. Praktyka ta została mu zaliczona w poczet studiów prawniczych i w 1829 został powołany do palestry. Otworzył swą własną praktykę adwokacką w Hamilton. Niedługi czas potem nazwisko MacNaba stało się słynne na skutek zajść ulicznych, jakie miały miejsce w Hamilton. W czasie zamieszek powieszono kukłę gubernatora Górnej Kanady sir John Colborne. Zajścia te, znane jako Hamilton outrage, doczekały się parlamentarnego dochodzenia. Niejasnym jest, jaki był udział MacNaba w tych wydarzeniach, wszak jako konserwatysta i „arystokrata” brzydził się tłumem. Jednak, gdy został powołany jako świadek przed komisję parlamentarną, odmówił składania zeznań, motywując swą decyzję kwestią honoru. Wobec takiego obrotu sprawy, na wniosek przyszłego rebelianta Williama Lyona Mackenzie, MacNab został skazany na dziesięć dni aresztu. Stał się przez to męczennikiem sprawy konserwatystów, co automatycznie przyczyniło się do wzrostu jego popularności w kręgach konserwatywnych. Już rok później zadebiutował jako polityk i został posłem do parlamentu z okręgu Wentworth (Hamilton).
Pierwszą akcją parlamentarną, w jakiej wziął czynny udział, był rewanż na Mackenziem, którego usunięto z parlamentu za publikację krytycznych artykułów na temat władz brytyjskich w jego gazecie. W 1837 MacNab został marszałkiem izby parlamentu. W tym samym roku na krótko powrócił do służby wojskowej w czasie tłumienia rebelii w Górnej Kanadzie. Wziął także udział w tzw. incydencie Caroliny. Za swe zasługi w tłumieniu rebelii został uszlachcony. Wkrótce po utworzeniu Prowincji Kanady stał się jednym z liderów konserwatystów, ustępując jedynie Williamowi Draperowi. Po jego odejściu został faktycznym przywódcą konserwatystów i szefem dwóch kolejnych rządów sprawując władze w latach 1854–1856. Najistotniejszymi dokonaniami rządów MacNaba były negocjacje traktatu o wolnym handlu z USA i likwidacja systemu senioralnego w Dolnej Kanadzie. Zmuszony do rezygnacji z powodu stanu zdrowia rekomendował na swego następcę w partii i na fotelu premiera Johna Hillyard Camerona, lecz partia postawiła na wschodzącą gwiazdę konserwatystów Johna Macdonalda.
W celu ratowania zdrowia McNab udał się do Anglii. Tu stan jego zdrowia poprawił się na tyle, że postanowił powrócić do czynnej polityki, ubiegając się tym razem o mandat do parlamentu brytyjskiego. Bez sukcesu jednak. W czasie pobytu w Anglii otrzymał wiele tytułów honorowych, między innymi został podniesiony do statusu baroneta, honorowego pułkownika armii brytyjskiej i honorowego członka rady królewskiej. W 1860 powrócił do Kanady, gdzie ponownie zaangażował się w działalność partii konserwatywnej, nie odzyskał w niej jednak dawnej pozycji. Niemniej jednak zasiadał w parlamencie, a w sesji parlamentarnej 1862 r. spełniał funkcje marszałka izby, choć ze względu na ponowne kłopoty ze zdrowiem nie był w stanie wywiązywać się ze swych obowiązków. Zmarł 8 sierpnia tego samego roku.